# Ishiyama Kazutoshi
Kazutoshi Ishiyama (sinh ngày 24 tháng 8 năm 1973) là một cầu thủ bóng đá người Nhật Bản.

## Sự nghiệp câu lạc bộ
Kazutoshi Ishiyama đã từng chơi cho Nagoya Grampus Eight.